# 하단초등학교
하단초등학교는 부산광역시 사하구에 있는 공립 초등학교이다.

## 학교 연혁
- 1983년 1월 17일: 개교

## 참고 자료
- 하단초등학교 - 한국교육학술정보원 학교알리미